# Čapljina
Čapljina är en stad belägen i Hercegovina, Bosnien och Hercegovina. Čapljina kommun ligger i Hercegovina-Neretva kanton och i entiteten federationen Bosnien och Hercegovina. Staden hade 2013 26 157 invånare, varav 78 procent är kroater. Under Bosnienkriget låg flera bosnienkroatiska koncentrationsläger, bland andra Gabela och Dretelj, i närheten av staden. Nuvarande borgmästare är Smiljan Vidić från partiet HDZ.